# Bill Werbeniuk
William Alexander „Bill“ Werbeniuk [wɜːrbɛˈnɪk] (* 14. Januar 1947 in Winnipeg; † 20. Januar 2003 in Vancouver) war ein kanadischer Snookerspieler. Der Höhepunkt seiner sportlichen Laufbahn lag in den späten 1970er und frühen 1980er Jahren. Er gewann mit dem kanadischen Team 1982 den World Cup und erreichte in der Saison 1983/84 Platz 8 der Snookerweltrangliste. Ein renommiertes Einzelturnier konnte er jedoch nie für sich entscheiden.
Abgesehen von seinen sportlichen Leistungen war Werbeniuk für regelmäßigen Alkoholkonsum während des Spiels bekannt. In der Regel trank er pro Frame eine Pint Lagerbier. Ende der 1980er Jahre war Werbeniuk wegen Dopings mit dem Betablocker Inderal zeitweise gesperrt, Anfang der 1990er beendete er seine Karriere.

## Leben
Bill Werbeniuks Großvater war aus der Ukraine nach Kanada eingewandert. Sein Vater betrieb in Winnipeg einen Spielsalon, wo Werbeniuk im Alter von 9 Jahren das Billardspielen lernte. Mit 12 bezwang er bereits den örtlichen Champion. Nach den ersten Erfolgen als Amateur wurde Werbeniuk 1973 Profi, anlässlich der Snookerweltmeisterschaft 1978 zog er nach Worksop in Nottinghamshire, wo er die nächsten Jahre in einem umgebauten Bus wohnte.
Nach eigener Aussage litt Werbeniuk an essentiellem Tremor im rechten Arm, was ihm das Billardspielen ohne entsprechende Medikation unmöglich mache. Zur Ruhigstellung trank er normalerweise vor einem Spiel 6 bis 8 Pints Lager und dann während des Matches eine Pint pro Frame. Insgesamt kam er so auf eine Menge von mindestens 20 Pints pro Tag, oft mehr. Ausfallerscheinungen zeigten sich jedoch nur selten. Der Verzehr alkoholischer Getränke, insbesondere von Bier während der Turniere war zu dieser Zeit beim Snooker nicht ungewöhnlich, auch das Rauchen war während des Spiels erlaubt.
Ab etwa Mitte der 1980er Jahre nahm Werbeniuk den Betablocker Inderal zur Bekämpfung des Tremors. Als die World Professional Billiards & Snooker Association (WPBSA) 1988 Inderal auf die Dopingliste setzte, nahm er das Medikament weiterhin mit der Begründung, ohne dieses Mittel überhaupt nicht spielen zu können. Als Konsequenz wurde er von der WPBSA zuerst mit einem Bußgeld von £ 2.000 belegt und, nachdem er sich weigerte zu zahlen, im März 1989 als Profi vorübergehend ausgeschlossen. Um wieder zur Snooker Main Tour zugelassen zu werden, bemühte sich Werbeniuk, auf Inderal zu verzichten, konnte den Wegfall der Droge allerdings nur durch einen erhöhten Alkoholkonsum kompensieren.
Sein letztes Spiel als Profi trug er bei der Qualifikation zur Weltmeisterschaft 1990 gegen Nigel Bond aus. Im Anschluss an die Partie erklärte Werbeniuk: „I've had 24 pints of extra strong lager and eight double vodkas and I'm still not drunk.“ Bond hatte das Match 10:1 gewonnen. Nach dieser Niederlage gab Werbeniuk die professionelle Karriere auf und zog wieder nach Kanada, wo er versuchte, seinen Lebensunterhalt mit Poolbillard zu bestreiten. Im folgenden Jahr musste er Insolvenz anmelden und die WPBSA verhängte erneut ein Bußgeld gegen ihn, diesmal in Höhe von £ 5.000 weil er einen Dopingtest verweigert hatte. Zwei Anläufe in den Jahren 1991 und 1992, sich noch einmal für die Snookerweltmeisterschaft zu qualifizieren, scheiterten. Werbeniuk schied jedes Mal im Qualifikationsturnier früh aus. Schließlich zog er endgültig zurück zu seiner Mutter nach Vancouver, wo er von einer Erwerbsunfähigkeitsrente lebte. Mit dem Snookerspiel hatte er abgeschlossen, in einem Interview sagte er später „I don’t follow the modern game. All the young players are so boring. I’ve no idea who any of them are.“
Nach einem dreimonatigen Krankenhausaufenthalt starb er am 20. Januar 2003 an Herzversagen. Abgesehen von einer kurzen Scheinehe, mit der er als Neunzehnjähriger einer jungen Französin die Aufenthaltsgenehmigung verschaffen wollte, blieb er unverheiratet und kinderlos.

## Erfolge
Die ersten größeren Erfolge feierte Werbeniuk mit dem Gewinn der kanadischen (offenen) Meisterschaft 1973 und der nordamerikanischen Meisterschaft in den Jahren 1973 bis 1976. Von 1976 bis 1985 folgte seine beruflich erfolgreichste Zeit, in der er als Profi der Snooker Main Tour fast ununterbrochen in den Top 16 der Weltrangliste stand. Einzige Ausnahme war die Saison 1977/78, bei der er auf Platz 17 geführt wurde. Die höchste Position erreichte Werbeniuk mit Platz 8 in der Spielzeit 1983/84.
Werbeniuk stand viermal im Viertelfinale der Snookerweltmeisterschaft, nämlich in den Jahren 1978, 1979, 1981 und 1983. Im Jahr 1979 erzielte er mit einem Break von 142 Punkten das höchste des Turniers und stellte zugleich den alten Rekord von Rex Williams für das höchste Break bei einer Weltmeisterschaft ein. Ebenfalls 1979 erreichte er das Halbfinale der UK Championship, bei dem er gegen Terry Griffiths mit 3:9 ausschied.
In den 1980er Jahren war das aus drei Top-16-Spielern bestehende kanadische Team – neben Bill Werbeniuk spielten Kirk Stevens und Cliff Thorburn – im World Cup, einer Art inoffizieller Mannschaftsweltmeisterschaft, recht gut vertreten. Die Kanadier erreichten 1980, 1982, 1986 und 1987 das Finale. Beim ersten Finaleinzug 1980 unterlagen sie dem Team aus Wales um den sechsfachen Weltmeister Ray Reardon mit 5:8. Zwei Jahre später konnten sie dann das Finale für sich entscheiden, Kanada schlug England 4:2. Es war der einzige Turniersieg für Werbeniuk. Die beiden weiteren Finals 1986 und 1987 gingen gegen das „All Ireland Team“ mit Alex Higgins an der Spitze 7:9 und 2:9 verloren.
Als Einzelspieler stand Werbeniuk 1983 in zwei Finals: Zum einen bei der Classic, wo er sich aber nicht gegen Steve Davis durchsetzen konnte. Davis gewann 9:5. Das zweite Finale war das der Australian Masters, eines Einladungsturniers. Hier verlor er gegen seinen Landsmann Cliff Thorburn mit 3:7.
Sein höchstes offizielles Break spielte Werbeniuk in der ersten Runde der Weltmeisterschaft 1985. Die 143 Punkte in Serie im Match gegen Joe Johnson brachten ihm erneut die Prämie für das höchste Break des Turnieres ein. Die Weltmeisterschaft selbst verlief für ihn weniger erfolgreich, in der zweiten Runde unterlag er Cliff Thorburn mit 3:13 und schied damit aus.

## Rezeption
Nach seinem Tod wurde Werbeniuk in der britischen Presse als führende Persönlichkeit des Snooker gewürdigt. Die Times bezeichnete ihn als „einen der beliebtesten Spieler.“ Mit seiner imposanten Leibesfülle – er wog gut zweieinhalb Zentner – und seiner freundlichen, jovialen Art habe er „Farbe und gute Laune“ in den Sport gebracht.
Nachhaltigen Eindruck in der öffentlichen Wahrnehmung hinterließen dabei weniger Werbeniuks sportliche Erfolge als vielmehr der außergewöhnlich hohe Bierkonsum während des Spiels sowie diverse schlagzeilenträchtige Auftritte, etwa beim World Cup 1980. Im Match gegen den Engländer David Taylor streckte Werbeniuk sich bei einem Stoß so weit über den Snookertisch, dass die Naht seiner Hose platzte und sein nacktes Hinterteil zu sehen war. Ebenfalls für Aufsehen sorgten Presseberichte nach denen Werbeniuk das Finanzamt davon überzeugen konnte, wegen seiner Krankheit die Ausgaben für Alkoholika als berufsbedingte Aufwendungen von der Steuer absetzen zu dürfen.
Der irische Journalist Eamonn McCann bemängelte die unkritische Betrachtung Werbeniuks durch die Medien. Statt Werbeniuks Alkoholabhängigkeit klar zu benennen, werde er zu einer „Kultfigur“ erklärt und seine Krankheit nicht thematisiert. Werbeniuk eigne sich nicht zum Helden, er sei „ein liebenswürdiger Suchtkranker“.